# Mértola
Mértola ('mɛɾtulɐ) è un comune portoghese di 8 712 abitanti situato nel distretto di Beja.

## Società

### Evoluzione demografica
| Popolazione di Mértola (1801 – 2004) | Popolazione di Mértola (1801 – 2004) | Popolazione di Mértola (1801 – 2004) | Popolazione di Mértola (1801 – 2004) | Popolazione di Mértola (1801 – 2004) | Popolazione di Mértola (1801 – 2004) | Popolazione di Mértola (1801 – 2004) | Popolazione di Mértola (1801 – 2004) | Popolazione di Mértola (1801 – 2004) |
| ------------------------------------ | ------------------------------------ | ------------------------------------ | ------------------------------------ | ------------------------------------ | ------------------------------------ | ------------------------------------ | ------------------------------------ | ------------------------------------ |
| 1801                                 | 1849                                 | 1900                                 | 1930                                 | 1960                                 | 1981                                 | 1991                                 | 2001                                 | 2004                                 |
| 9617                                 | 10757                                | 18910                                | 26310                                | 26026                                | 11693                                | 9805                                 | 8712                                 | 7996                                 |

## Freguesias
- Alcaria Ruiva
- Corte do Pinto
- Espírito Santo
- Mértola
- Santana de Cambas
- São João dos Caldeireiros
- São Miguel do Pinheiro
- São Pedro de Solis
- São Sebastião dos Carros

## Geografia fisica
Il comune è attraversato dal Guadiana, che segna, insieme al Chanza, il confine con la Spagna.